# Odorrana indeprensa
Odorrana indeprensa är en groddjursart som först beskrevs av Bain och Stuart 2006.  Odorrana indeprensa ingår i släktet Odorrana och familjen egentliga grodor. IUCN kategoriserar arten globalt som otillräckligt studerad. Inga underarter finns listade i Catalogue of Life.